# 白山杉の子温泉
白山杉の子温泉（はくさんすぎのこおんせん）は、石川県白山市に位置する温泉である。

## 泉質
源泉掛け流しの温泉である。
- 泉質 = ：アルカリ性単純温泉
  - 泉温 = 43.7
  - 湧出量 = 193L（毎分）
  - pH = 9.2
  - 無色透明
  - 加温・加水なし、消毒あり

## 温泉街
国道157号沿いの手取渓谷近くに1軒の日帰り湯が存在する。
経営者の高齢化により2017年12月末に一度閉鎖したが、別の経営者により2018年2月に再開した。

## 交通アクセス
鉄道
北陸本線金沢駅より温泉バス1時間。
車
北陸自動車道小松ICより40分。